# Бархатово (Тюменская область)
Бархатово — село в Исетском районе Тюменской области России. Административный центр Бархатовского сельского поселения.

## География
Село находится в юго-западной части Тюменской области, в пределах юго-западной части Западно-Сибирской низменности, в подзоне северной лесостепи, на левом берегу реки Ирюм, при автодороге 71А-911, на расстоянии примерно 3 километров (по прямой) к западу-юго-западу (WSW) от села Исетского, административного центра района. Абсолютная высота — 67 метров над уровнем моря.

### Климат
Климат континентальный с холодной зимой и жарким непродолжительным летом. Продолжительность солнечного сияния — 2076 часов в год. Безморозный период длится в среднем 191 день. Среднегодовое количество осадков — 374 мм, из которых около 304 мм выпадает в период с апреля по октябрь. Продолжительность периода с устойчивым снежным покровом — 150 дней.

### Часовой пояс
Село Бархатово, как и вся Тюменская область, находится в часовой зоне МСК+2. Смещение применяемого времени относительно UTC составляет +5:00.

## Население
| 2010 |
| ---- |
| 707  |

### Половой состав
По данным Всероссийской переписи населения 2010 года в половой структуре населения мужчины составляли 48,7 %, женщины — соответственно 51,3 %.

### Национальный состав
Согласно результатам переписи 2002 года, в национальной структуре населения русские составляли 89 % из 704 чел.